# Eupithecia canariata
Eupithecia canariata là một loài bướm đêm trong họ Geometridae.